# Шклярский, Альфред
Альфре́д Шкля́рский (пол. Alfred Szklarski, 21 января 1912, Чикаго, США — 9 апреля 1992, Катовице, Польша) — польский писатель, редактор, автор приключенческих романов для молодёжи.

## Биография
Родился 21 января 1912 года в Чикаго в семье политэмигранта, деятеля Боевой организации ППС и журналиста Анджея Шклярского и его супруги Марии (в девичестве — Маркосик). В 1926 году вместе с отцом переехал из Соединённых Штатов в Польшу. Сначала жил с родителями во Влоцлавке, где в 1931 году и окончил гимназию. С 1932 по 1938 год учился в Варшаве в Академии политических наук при Департаменте консульской и дипломатической службы, которую окончил в 1938 году. Позже вступил в Армию Крайову и в её рядах принимал участие в боевых действиях против немецких оккупантов, в том числе и в Варшавском восстании.
После войны несколько месяцев жил в Кракове и Катовице. Литературную деятельность возобновил в 1946 году, опубликовав под псевдонимом Альфред Броновский романы «Gorący ślad» и «Trzy Siostry». Позднее написал романы о горняках «Błędne ognie», «Nie czekaj na mnie» (оба — 1947) и «Szary cień» (1948). В том же 1948 году под псевдонимом Фред Гарланд он опубликовал свой первый приключенческий роман для детей «Tomek w tarapatach» о маленьком мальчике, по ошибке оказавшегося в Африке, где он пережил массу невероятных приключений. Впоследствии этот мальчик стал прообразом главного героя его знаменитого цикла о Томеке Вильмовском.
В 1949 году был приговорён к 8 годам тюремного заключения за то, что в годы немецкой оккупации публиковался в коллаборационистской газете «Новый курьер варшавский» (Nowy Kurier Warszawski), освободился в 1953 году.
С 1954 по 1977 год работал редактором в Катовицком книжном издательстве «Śląsk».

## Творчество
Альфред Шклярский принадлежал к числу польских писателей, пишущих для молодёжи. Первые произведения развлекательного характера написал и опубликовал в период оккупации в коллаборационистских периодических изданиях под псевдонимом Альфред Муравский: «Kulisy sławy» (1941), «Lot do dżungli. Dzieje tajemniczej ekspedycji» (1941), «Żelazny pazur» (1942), «Krwawe diamenty» (1943), «Tajemnica grobowca» (1944), а под псевдонимом Александр Груда — «Tornado» (1943).
Первая книга о Томеке Вильмовском под названием «Томек в стране кенгуру» появилась в 1957 году. За ней последовали «Томек на чёрном континенте» (1958), «Томек на тропе войны» (1959) и другие. Последняя книга из цикла о Томеке «Томек в стране фараонов» (1994) вышла в свет через 2 года после смерти писателя и была написана на основе набросков и записок Шклярского его близким другом — священником Адамом Зелгой.
Другой значительной работой писателя является написанная им совместно с женой Кристиной Шклярской трилогия «Золото черных гор» (1974—1979), представляющая собой эпическую сагу нескольких поколений североамериканского племени индейцев Санти из Дакотов.
Альфред Шклярский завоевал множество престижных литературных премий и наград, в том числе «Orle Pióro» (1968), «Орден Улыбки» (1971) — единственная награда, присуждаемая детьми, а также премии Премьер-министра за произведения для молодёжи (1973, 1987). Был членом Союза польских писателей.
Писатель умер 9 апреля 1992 года в Катовице.

### Приключения Томека Вильмовского
1. «Томек в стране кенгуру» (1957)
2. «Приключения Томека на Чёрном континенте» (1958)
3. «Томек на тропе войны[пол.]» (1959)
4. «Томек ищет Снежного Человека[пол.]» (1961)
5. «Таинственное путешествие Томека[пол.]» (1963)
6. «Томек среди охотников за человеческими головами[пол.]» (1965)
7. «Томек у истоков Амазонки» (1967)
8. «Томек в Гран-Чако[пол.]» (1987)
9. «Томек в стране фараонов[пол.]» (1994; издан посмертно, закончен Адамом Зельгой[пол.])
10. «Томек на Аляске» (2021; написан Мацеем Дудзяком по оставшимся наброскам Альфреда Шклярского)

«Томек у истоков Амазонки» имеет несколько открытый финал, так как Шклярский собирался сразу вслед за ней выпустить продолжение «Томек в Гран-Чако», но по неизвестным причинам он выпустил его только через 20 лет. После этого Шклярский объявил, что выпустит ещё три книги, последняя из которых должна была завершиться возвращением главного героя в Варшаву после 1917 года. Однако он умер, не успев закончить «Томек в стране фараонов», которую через два года закончил и издал Адам Зельга. Сохранились черновики Шклярского, показывающее, что следующая 10-я книга должна была называться «Томек на Аляске», но наследники писателя категорически воспротивились привлечению к работе «литературных негров». Наконец, спустя много лет, 19 мая 2021 года, книга «Томек на Аляске» был выпущена под авторством Мацея Дудзяка и Альфреда Шклярского.

### Золото Чёрных Гор
(вместе с женой, Кристиной Шклярской)
1. «Орлиные перья» (1974) Złoto Gór Czarnych — Orle Pióra / The gold of the Black Hills: Eagle Feathers
2. «Проклятие золота» (1977) Złoto Gór Czarnych — Przekleństwo złota / The gold of the Black Hills: The curse of gold
3. «Последняя битва дакотов» (1979) Złoto Gór Czarnych — Ostatnia walka Dakotów / The gold of the Black Hills: The last battle of the Sioux

### Другие работы
Под псевдонимом Альфред Броновский (Alfred Bronowski):
- Gorący ślad. Współczesna powieść sensacyjna (1946)
- Trzy Siostry. Powieść. (1946) Three Sisters. A novel.
- Błędne ognie. Opowieść współczesna z życia górników (1947)
- Nie czekaj na mnie. Powieść współczesna (1947) Don’t wait for me. Contemporary novel.